# Iulia Hasdeu
Iulia Hasdeu (Bucarest, 14 de noviembre de 1869-Bucarest, 29 de septiembre de 1888) fue una poetisa rumana, hija del polímata Bogdan Petriceicu-Hasdeu.

## Biografía

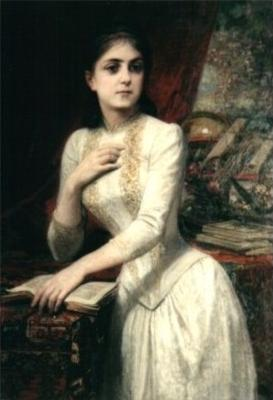
Retrato

Nació el 2 de noviembrejul./ 14 de noviembre de 1869greg. en Bucarest. Niña superdotada, aprendió rápidamente a leer y a escribir y tenía un don particular para los idiomas. Al acabar sus estudios en el instituto San Sava de Bucarest, ingresó en la Sorbona con dieciséis años y más tarde en otros grandes centros educativos.
Murió de tuberculosis a los dieciocho años de edad, en su ciudad natal, el 17 de septiembrejul./ 29 de septiembre de 1888greg..  Fue enterrada en el cementerio de Bellu. Su padre, profundamente afectado, le construyó un castillo cerca de Câmpina. La leyenda cuenta que usó todas las técnicas del espiritismo para entrar en contacto con ella.
Su obra, poemas escritos en rumano y francés, se publicó en París de 1889 a 1890 en tres volúmenes ("Bourgeons d'avril", "Chevalerie", "Théâtre. Légendes et contes"), al principio con el pseudónimo de Camille Armand. 